# Sketchnoting
Le sketchnoting, également connu sous le nom de prise de notes visuelle, est le processus créatif et graphique par lequel un individu peut noter ses pensées et les organiser à l'aide d'illustrations, de symboles, de structures et de textes. Le résultat de ce processus, combinant des notes manuscrites avec des dessins, est communément appelé sketchnote ou croquis-note. La prise de note visuelle peut être utilisée dans des contextes aussi variés que des conférences, des réunions, des cours, des colloques, des événements sportifs... Les techniques de prise de notes visuelle incorporent notamment du texte, du texte mis en valeur, des formes élémentaires, des conteneurs, des connecteurs, des icônes et des symboles, ainsi que des croquis et des illustrations.
En 2006, le designer et auteur Mike Rohde a conçu la méthode du sketchnoting. Mike Rohde considérait que la prise de notes traditionnelle échouait à capturer l'ensemble des détails. Il voulait combiner les méthodes traditionnelles de prise de notes avec le gribouillage pour créer des notes plus faciles à mémoriser. Après l'invention de cette nouvelle technique, Rohde a constaté qu'elle l'aidait à rester concentré sur le sujet en question et que la mémorisation de ses notes s'était améliorée en raison des illustrations et de leur attractivité visuelle. Rohde a d'abord qualifié ses notes de « sketchnotes » parce que sa technique combinait des croquis ("sketches") et des notes classiques ("notes") pour capturer des notions-clés. Après une pratique continue de sept ans, Rohde a publié deux livres, The Sketchnote Handbook  et The Sketchnote Workbook  pour promouvoir la technique du sketchnoting.

## Sketchnotes et éducation
Le sketchnoting jouit d'une popularité croissante chez les enseignants et les éducateurs en raison des bénéfices qu'on lui attribue en matière de mémorisation de l'information et de maintien de l'attention, tout en favorisant la pensée critique et fournissant un débouché créatif. La manière d'incorporer la prise de notes visuelle dans les cours fait débat : soit comme une technique (obligatoire ou facultative) de prise de notes, soit comme une activité de dessin ; la manière d'initier les élèves au sketchnoting fait également débat.

## Éléments

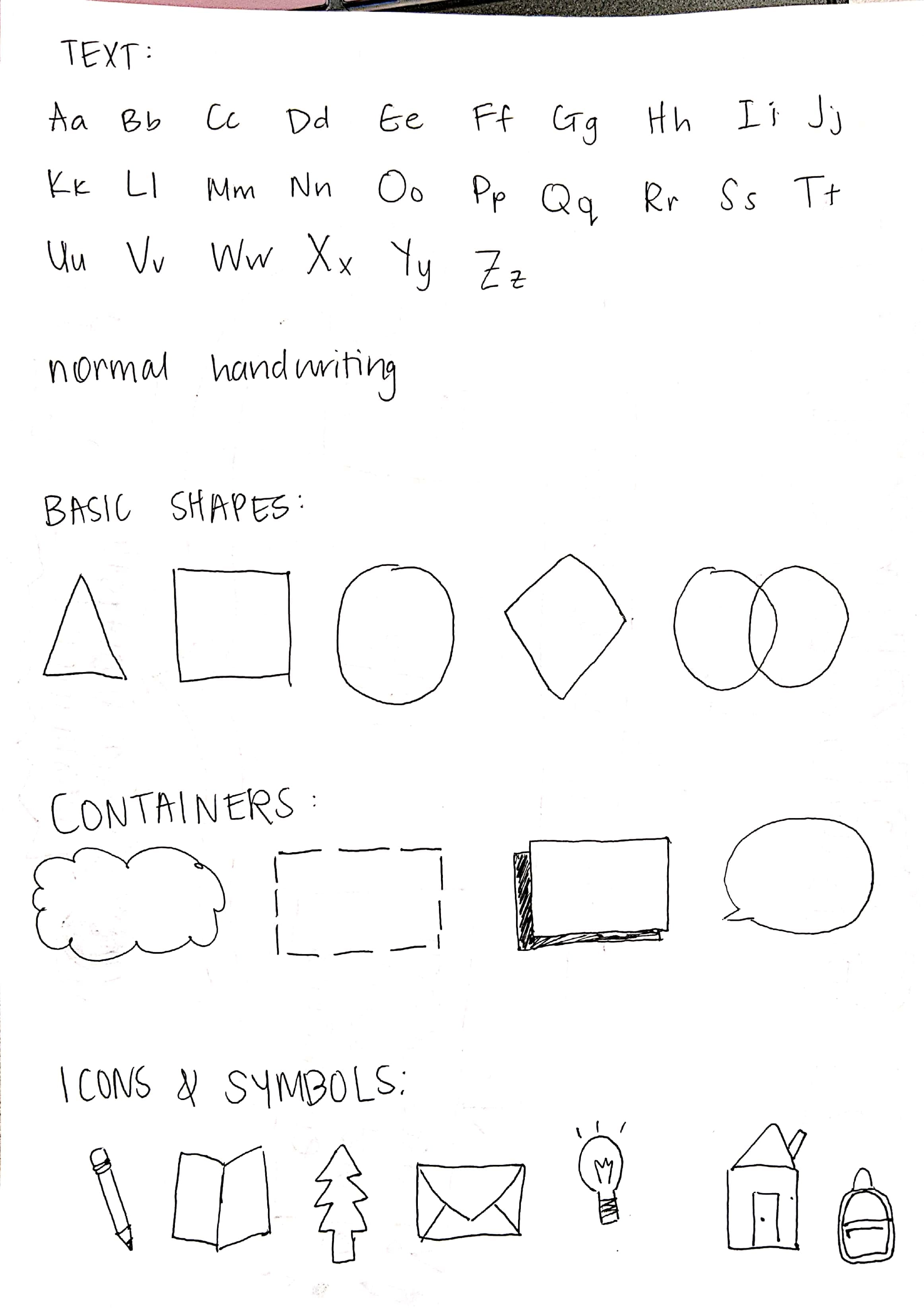
Quelques éléments visuels utilisés dans les sketchnotes

Texte : utilisé pour les méthodes de prise de note traditionnelles par exemple les notes manuscrites. L'écriture doit être lisible et cohérente.

Texte mis en valeur : utilisé pour faire ressortir certaines éléments du texte. Cet élément est généralement utilisé pour des notions-clés ou des intitulés. Le texte peut être mis en valeur en modifiant l'écriture par rapport au reste du texte : caractères gras, des lettres bombées ou des majuscules.
Formes de base : comprennent des structures élémentaires telles que des rectangles, des cercles et des triangles. Elles peuvent être utilisées à la place des puces traditionnelles. La combinaison de ces formes permet également d'utiliser des figures différentes pour représenter des informations de nature différente.
Conteneurs : peuvent être utilisés pour regrouper des idées similaires. Les conteneurs peuvent être des bulles, des boîtes et des bannières.
Connecteurs: permettent de relier des idées entre elles. Des flèches, des lignes pointillées et des chemins peuvent être utilisés pour connecter une notion à un autre.
Icônes et symboles : doivent être faciles à dessiner et peuvent être utilisés comme éléments visuels dans les notes.
Croquis et illustrations: il est possible d'utiliser des images et des dessins pour illustrer des analogies ou des métaphores de manière artistique. Ils doivent  être rapides, faciles à dessiner et adaptés au contenu des notes.
Ombrage: peut être utilisé pour ajouter du relief et du contraste.
Couleurs: peuvent être utilisées pour différencier le contenu des notes. Les choix de couleurs doivent privilégier la clarté plutôt que l'esthétique.

## Idées reçues
Méthodes correctes/incorrectes : Il n'y a pas de bonne ou de mauvaise façon de faire des sketchnotes. En raison des aptitudes variables de chacun, toutes les techniques ne sont pas adaptées à tout un chacun, ce qui donne lieu à différents styles de prise de note visuelle.
Aptitudes en dessin : la prise de notes visuelle n'a pas pour objet la réalisation de croquis ou la qualité artistique. Elle consiste à prendre des notes d'une manière visuelle qui a du sens pour l'individu et améliore son apprentissage, que ce soit par le biais de texte, de gribouillis ou d'images. Il s'agit de capturer ce qui a été entendu sous une forme mémorisable pour celui qui prend des notes.
Proportion entre dessin et texte : les illustrations ne se limitent pas aux seuls croquis : elles incluent aussi des flèches, des formes, des icônes ou des conteneurs. De même, un sketchnote peut contenir plus ou moins de texte selon le souhait de celui qui le fait : il n'y a pas de manière correcte ou normée de faire des sketchnotes.